# Grand Hustle Records
Grand Hustle Records, anciennement Grand Hustle Entertainment, ou également Hustle Gang Music, est un label discographique de hip-hop américain, situé à Atlanta, en Géorgie, lancé en 2005 par le rappeur T.I et son partenaire en affaires Jason Geter,,.
Le label compte au total 25 albums studio, dont neuf étant certifié disque de platine ou au-dessus, par la Recording Industry Association of America (RIAA). Le label compte aussi quatre albums ayant atteint la première place du Billboard 200 soit King (2006), T.I. vs. T.I.P. (2007), Paper Trail (2008) et The Adventures of Bobby Ray (2010). Grand Hustle compte également plusieurs singles à succès comme  Bring 'Em Out, What You Know, Shoulder Lean, Whatever You Like, Live Your Life, Dead and Gone, Nothin' on You, Airplanes, Magic, Strange Clouds, So Good et Antidote.

## Histoire

### Lancement et signatures (2003–2011)
À cause des faibles ventes de son album I'm Serious, T.I. est renvoyé du label Arista Records. Il forme ensuite Grand Hustle Entertainment et publie de nombreuses mixtapes, aux côtés de DJ Drama. Il revient en été 2003, avec son ami et rappeur Bone Crusher, sur la chanson Never Scared. Ses mixtapes et le succès de Never Scared, attirent l'attention et il signe une coentreprise avec Atlantic Records,. T.I. publie son deuxième album Trap Muzik, le 19 août 2003 sur Grand Hustle Records ; il débute quatrième et se vend à 109 000 exemplaires la première semaine. Il contient les singles 24s, Be Easy, Rubberband Man et Let's Get Away. En mars 2004, un avis de recherche pour T.I. est publié ; il est condamné à trois en de prison.
Entre 2002 et 2004, son ami rappeur Alfamega, publie plusieurs mixtapes, qui se popularisent à l'échelle locale. En 2005, il signe à Grand Hustle Records. En juillet 2005, le label publie la bande-son du film Hustle and Flow. Toujours en 2005, T.I. ajoute le chanteur Governor à sa liste de membres chez Grand Hustle roster. Au début de 2006, T.I. signe son ami et rappeur Young Dro au label. Young Dro publie le single Shoulder Lean en été 2006 qui sera significativement diffusé sur les chaînes américaines BET et MTV2, et comme sonnerie vendue à 500 000 unités. Le single est inclus dans son album Best Thang Smokin'. En décembre 2006, le label publie Grand Hustle Presents: In da Streetz Volume 4, une compilation en featuring avec les membres de Grand Hustle et les nouveaux venus Alfamega, Young Dro et Governor. Le titre de la compilation s'inspire d'une série d'albums intitulée In da Streetz, que T.I. et le groupe Pimp Squad Click (P$C), ont publié à leurs débuts,.
Le 13 octobre 2007, les autorités appréhendent T.I. quatre heures avant le début des BET Hip-Hop Awards à Atlanta. Il est appréhendé pour possession illégale d'armes à feu,. En mai 2008, T.I. signe le chanteur B.o.B, en partenariat avec Rebel Rock Entertainment du producteur Jim Jonsin, sous Atlantic Records,,. En juin 2008, T.I. annonce la signature du duo 8Ball and MJG chez Grand Hustle, à son Hot 107-9 Birthday Bash. En décembre 2008, Killer Mike, avec qui T.I.  collabroera en 2003 pour le single Never Scared, confirme sa signature à Grand Hustle. En 2008, T.I. signe aussi le rappeur Meek Mill à Grand Hustle Due to label boss T.I.'s and Mill's respective legal troubles, Mill was never able to release an album under Grand Hustle and they parted ways in 2010.
En 2008, AK, membre de P$C, aussi connu sous le nom de AK the Razorman, exprime son mécontentement face à son ami T.I. et au label Grand Hustle : en 2011, Inday, promoteur marketing chez Grand Hustle, confirme le départ de AK et Yung L.A. du label. En mai 2009, T.I. met u nterme au contrat d'Alfamega, qui a signé en 2005. Une brève feud entre les deux fait surface, Alfamega publiant une diss song intitulée Greenlight en mars 2010.
Le 1er septembre 2010, T.I. et son épouse Tameka « Tiny » Cottle, sont arrêtés pour détention illégale de drogues à Los Angeles. Cette arrestation mène T.I. à purger, le 15 octobre 2010, une peine de 11 mois de prison pour ne pas avoir respecté sa probation. Cependant, les charges qui pèsent contre T.I. sont retirées le 25 octobre. Le 1er novembre, T.I. revient à la Forrest City Federal Facility pour purger ses 11 mois de prison. La sortie de son prochain album est prévue pour octobre 2011. Son septième album, No Mercy, est publié le 7 décembre 2010, pendant sa peine. L'album atteint la quatrième place des classements américains, et se vend à 159 000 exemplaires la première semaine.

### Hustle Gang(depuis 2012)
À la fin de 2011, Shad da God, Spodee et Yung Booke de Grand Hustle s'allient pour former le groupe D.O.P.E. (Destroying Other People's Egos). La première chanson notable de D.O.P.E., intitulée Harry Potter et produite par Hit-Boy, est incluse dans la cinquième mixtape solo de T.I., Fuck da City Up, publiée le 1er janvier 2012. Le 1er mars 2012, T.I. révèle les signatures d'Iggy Azalea, Chip et de Trae tha Truth, à Grand Hustle Records,. T.I. devient ensuite producteur exécutif du premier EP d'Azalea, Glory, et participe même au single Murda Bizness, publié le 26 mars 2012. L'EP est ensuite publié le 30 juillet 2012. Le 9 octobre 2012, T.I., Iggy Azalea, B.o.B, Chip et Trae tha Truth, participent aux BET Hip Hop Awards. En 2012, Chip, anciennement Chipmunk, publie son premier projet à Grand Hustle, une mixtape intitulée London Boy. La mixtape, qui fait participer plusieurs musiciens de Grand Hustle, incluant Iggy Azalea et T.I  sur le posse cut Hustle Gang, est publiée le 25 décembre 2012. Au début de janvier 2013, B.o.B annonce sa prochaine compilation chez Grand Hustle, Hustle Gang,.
En mars 2013, T.I. et B.o.B filment le clip de Memories Back Then, une chanson en featuring avec Kendrick Lamar et Kris Stephens. La chanson, enregistrée pour Trouble Man: Heavy Is the Head, n'apparaît pas sur Trouble Man à cause de problèmes de sample ; à la place, le single sera inclus sur la compilation Grand Hustle Presents: Hustle Gang,. Le clip de Memories Back Then, réalisé par Philly Fly Boy, est publié le 22 avril 2013. La chanson est officiellement publiée sur iTunes le lendemain.
Le 4 avril T.I. révèle que le label publiera une nouvelle compilation, G.D.O.D. (Get Dough or Die), à la première semaine du mois de mai 2013. Le 19 avril 2013, T.I. annonce les signatures officiellelles du producteur de GOOD Music Travi$ Scott et de l'auteur-compositeur Kris Stephens chez Grand Hustle,. Le 28 avril, la mixtape est prévue pour le 7 mai 2013. La mixtape est publiée, comme promis, le 7 mai, et fait partiiciper T.I., Mitchelle'l, B.o.B, Young Dro, Big Kuntry King, Trae tha Truth, D.O.P.E., Travi$ Scott, Chip, Kris Stephens, Mac Boney, Doe B et Shad da God (anciennement Rich Kid Shawty),,. Problems, Poppin' 4 Sum, Kemosabe et Here I Go sont publiés comme singles extraites de la mixtape pendant les mois qui suivent. Le 8 mai 2013, T.I. annonce être en négociation pour la signature de Yo Gotti, Problem, Jeremih et Kirko Bangz à Grand Hustle.
Le 28 décembre 2013, Glenn Thomas, mieux connu sous le nom de Doe B, est tué en Alabama avec Mike Feez. Son manager DJ Frank White confirme le décès de Doe B sur Twitter. En février 2014, Grand Hustle collabore avec DJ Whoo Kid, DJ Skee et DJ MLK, sur une mixtape compilation intitulée SXEW Vol. 1: The Grand Hustle, la mixtape annuelle SXSW du trio,,. La mixtape fait participer T.I., Young Dro, Trae Tha Truth, Iggy Azalea et Doe B, ce dernier ayant participé à la chanson I Wanna Know avec Raekwon,,. Lors d'un entretien à MTV en août 2014, T.I. annonce une compilation Grand Hustle, prévue pour décembre, après la publication de son album Paperwork. Le 19 septembre 2014, le label publie le deuxième volet de sa série G.D.O.D. (Get Dough or Die). Hormis les artistes de Grand Hustle, la mixtape fait notamment participer Iggy Azalea, Meek Mill, Young Thug, Troy Ave, Watch the Duck, Yo Gotti, Trey Songz et Rich Homie Quan.
En mars 2015, il est annoncé que le trio OMG Girlz, dans lequel la belle-fille de T.I. était membre, est officiellement séparé. En août 2015, le membre Spodee du groupe D.O.P.E., annonce son départ de Grand Hustle.

## Artistes

### Artistes actuels
- B.o.B
- Big Kuntry King
- Bola
- C-Rod
- D.O.P.E.
- Mac Boney
- Mitchelle'l
- P$C
- Ricco Barrino
- Shad Da God
- T.I.
- Trae the Truth
- Young Dro
- Yung Booke
- Zonnique
- Chief Keef

### Anciens artistes
- 8Ball & MJG (2008-2010)
- AK (2003-2011)
- Alfamega (2005-2009)
- B.G. (2007-2009)
- Chip (2012-2014)
- DG Yola (2006-2007)
- DJ Drama (2006-2011)
- Doe B † (2006-2011)
- Governor (2006-2008)
- Iggy Azalea (2013-2015)
- J.R. Get Money (2007-2011)
- Killer Mike (2008-2012)
- Kris Stephens (2009-2012)
- Meek Mill (2008-2010)
- OMG Girlz (2010-2015)
- Rashad Morgan (2005-2011)
- Rich Kidz (2009-2011)
- Spodee (2009-2015)
- Xtaci (2010-2011)
- Yung L.A. (2008-2011)

- Travis Scott (2012-2019)

### Producteurs et DJs
- DJ Toomp - DJ principal de Grand Hustle Records.
- Khao - producteur du single Why You Wanna avec T.I.
- Lil' C alias C-Gutta - producteur de Young Dro avec le single Shoulder Lean.
- Nard and B - Ils ont produit Big Kuntry King avec le single That's Right.

## Discographie
| Informations |
| --- |
| T.I. - Trap Muzik - Sortie : 19 août 2003 - Singles : 24s, Be Easy, Rubber Band Man, Let's Get Away - Notes : certifié disque de platine (RIAA) |
| T.I. - Urban Legend - Sortie : 30 novembre 2004 - Singles : Bring Em Out, U Don't Know Me, ASAP, Motivation - Notes : certifié disque de platine (RIAA) |
| P$C - T.I. Presents the P$C: 25 to Life - Publié : 20 septembre 2005 - Singles: I'm a King, Do Ya Thang |
| T.I. - King - Sortie : 28 mars 2006 - Singles : Ride Wit Me, Front Back, What You Know, Why You Wanna, Live in the Sky, Top Back - Notes : certifié disque de platine (RIAA) , première place du Billboard 200. |
| Young Dro - Best Thang Smokin' - Sortie : 29 août 2006 - Singles : Shoulder Lean, Rubberband Banks - Notes : certifié disque d'or (RIAA) , première place des classements hip-hop et RnB. |
| Governor - ''Son of Pain - Libéré: 12 septembre 2006 - Singles: ''You Got The Power - Notes : Dr. Dre participe à la production d'une chanson. |
| T.I. - T.I. vs. T.I.P. - Sortie : 3 juillet 2007 - Singles: Big Things Poppin' (Do It), You Know What It Is, Hurt, Touchdown - Notes : certifié disque de platine (RIAA), premier du Billboard 200, nommé pour les Grammy Awards |
| DJ Drama - Gangsta Grillz: The Album - Sortie : 4 décembre 2007 - Singles : 5000 Ones, ''Feds Takin' Pictures - Notes : 26e du Billboard 200, vendu à 49 000 exemplaires. |
| T.I. - Paper Trail - Sortie : 30 septembre 2008 - Singles : No Matter What, Whatever You Like, Swing Ya Rag, What Up, What's Haapnin', Swagga Like Us, Live Your Life, Dead and Gone - Notes : certifié disque de platine, contient deux singles classés premier (Whatever You Like et Live Your Life) , premier au Billboard 200, nommé pour les Grammy Awards. |
| Big Kuntry King - My Turn to Eat - Sortie : 30 septembre 2008 - Singles : That's Right, Da Baddest - Notes : classé 98e du Billboard 200, avec plus de 6 000 exemplaires vendus la première semaine. |
| Young Dro - P.O.L.O - Sortie : 2009 - Singles : Take Off, Stop Playin |
| DJ Drama - Gangsta Grillz The Album II - Sortie : 31 mars 2009 - Singles : Day Dreamin' |